# Ruth Asawa
Ruth Asawa (Norwalk, Califòrnia, 24 de gener de 1926 - San Francisco, 6 d'agost de 2013) va ser una escultora estatunidenca. Coneguda a San Francisco com la "dama font", la seva obra es troba en importants col·leccions en el Museu Guggenheim i el Whitney de Nova York. Va ser una força impulsora rere de la creació de l'Escola d'Arts de San Francisco, més tard anomenada l'Escola Asawa Ruth de les Arts de San Francisco al 2010.
La seva col·laboració amb altres artistes va ser un dels seus principals plaers. Reunia materials rebutjats per utilitzar-los com a material artístic per tal de tenir-los sempre a mà. El seu estudi era a casa seva i el va convertir en un centre neuràlgic de trobada per als seus amics i veïns. Va ser una gran defensora de les arts.

## Infància
Filla de pares japonesos: Umakichi i Haru Asawa, va ser la quarta de set germans. Els pares es dedicaven al cultiu de temporada com maduixes, pastanagues, mongetes verdes i tomàquets. A causa de les lleis discriminatòries contra els japonesos, en arribar als Estats Units, als seus pares no se'ls permet convertir-se en ciutadans nord-americans ni posseir terres a Califòrnia. Durant la gran depressió van haver de lluitar encara més durament per guanyar-se la vida pel malestar dels temps econòmics difícils, en una Amèrica que discriminava les persones d'ascendència japonesa. Per aquest motiu, als només sis anys, Ruth Asawa ja ha de participar activament amb diferents tasques regulars de la vida a la granja, com ara encendre i mantenir el foc de llenya que mantenia calenta la casa i que escalfava l'aigua per al bany. Al final de la vida, va recordar com aquestes tasques agrícoles ordinàries van influir en el seu treball.
"Solia seure a la part posterior de l'anivellador tirat per cavalls amb els peus nus dibuixant formes a la sorra. Més tard, això va aparèixer a la majoria de les meves escultures."
Després de l'atac a Pearl Harbor, amb la por que alguns japonesos nord-americans poguessin ser lleials a l'Imperi del Japó, el president Franklin D. Roosevelt el 19 de febrer de 1942 va signar l'Ordre executiva 9066, que autoritzava l'expulsió forçada de totes les persones considerades una amenaça per a la seguretat nacional d' Occident, donant lloc a l'empresonament de japonesos americans. Al febrer de 1942, durant la Segona Guerra Mundial, el pare de Ruth, Umakichi, és arrestat per l'FBI i enviat a un camp de concentració per als japonesos americans a Nou Mèxic. Ruth no el veurà fins al 1948. A finals d'abril, Ruth, la seva mare i cinc dels seus germans són internats a un altre camp d'internament temporal a l'hipòdrom de Santa Anita a Califòrnia, on durant sis mesos viuen en estables de cavalls. Durant aquell temps, es passa el temps dibuixant amb artistes de Disney Studio que també eren internats.

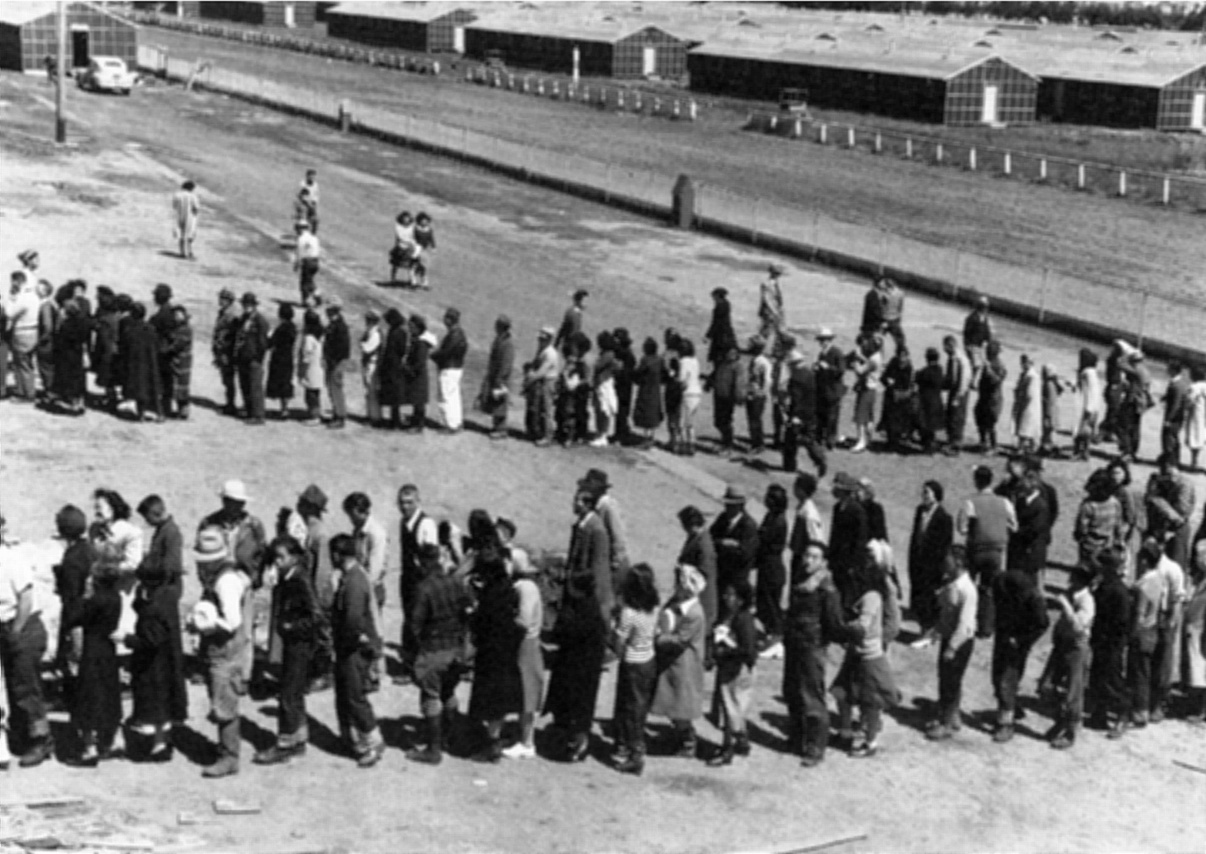
Americans japonesos en un dels centres de detenció

Al setembre de 1942, són enviats en tren al Camp de Concentració permanent a Rohwer, Arkansas que es troba entre camps de cotó i xiprers. No se'ls permet obrir les persianes del tren durant el dia, però sí que poden mirar el cel nocturn, els paisatges desolats i la lluna. El Rohwer Relocation Center, envoltat per vuit torres de vigilància i tanques de filferro espinós, tenia capacitat per a 8.000 japonesos nord-americans. En aquesta època, Ruth es converteix en l'editora artística de l'anuari i completa el seu últim any de secundària.

## Formació

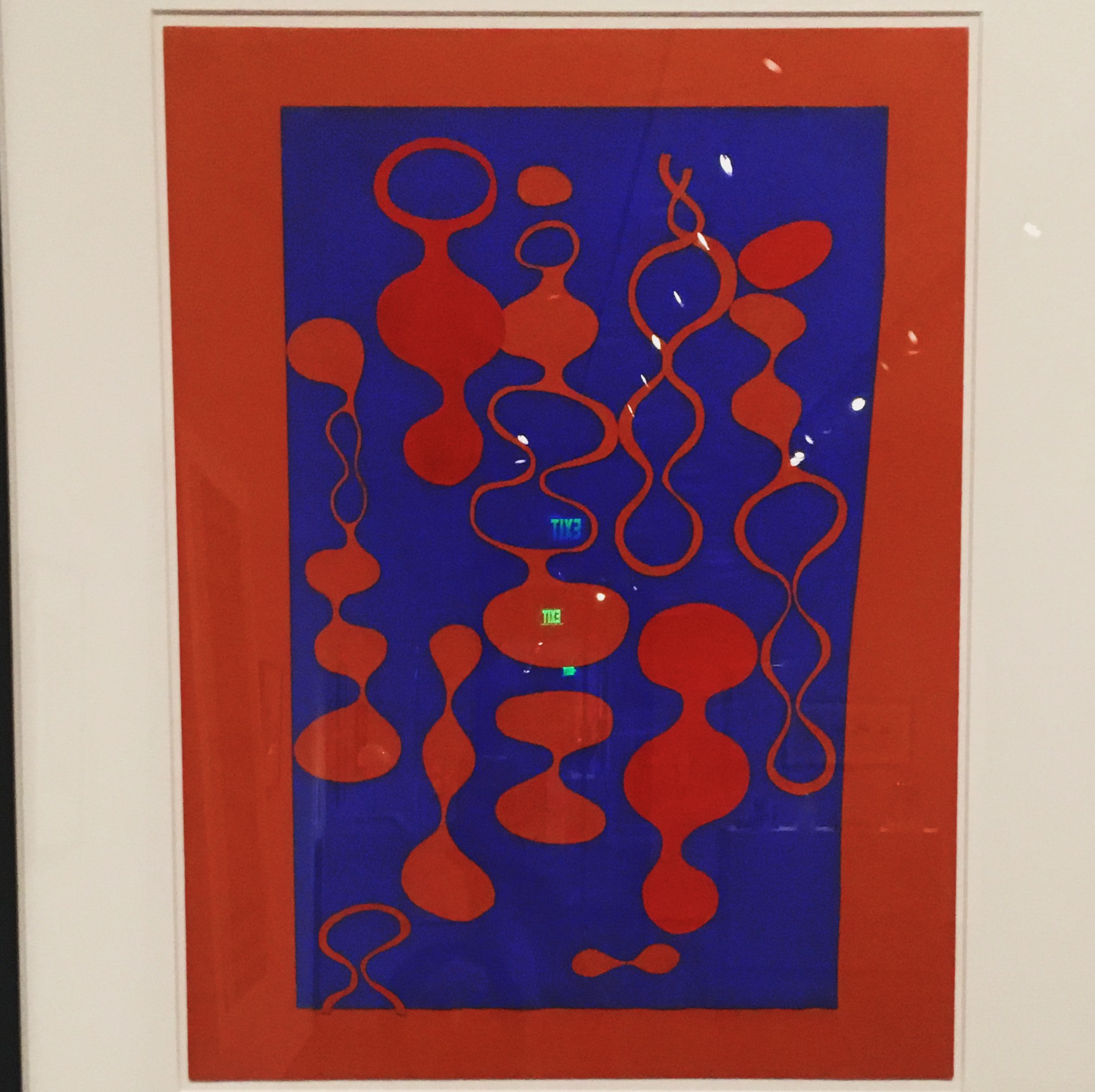
Exercise in Color and Vibration and Figure Background, Ruth Asawa, 1946-1949

Graduada el 1943 a l'escola secundària del campament de Rohwer, i a través d'una beca, estudia per ser professora d'art al Milwaukee State Teachers College a Wisconsin. El 1946, Ruth no pot dur a terme la seva tasca d'educadora a causa de l'hostilitat contra els japonesos i, encoratjada pels seus amics Elaine Schmidt i Ray Johnson, viatja a Carolina del Nord per passar l'estiu estudiant art al Black Mountain College, on aconsegueix una beca per quedar-s'hi tres anys més. Entre els seus professors hi ha el pintor Josef Albers, la ballarina Merce Cunningham i l'arquitecte i inventor Buckminster Fuller. Queda profundament influenciada per la comunitat d'artistes i educadors de la universitat experimental d'arts liberals. Allà també coneix el seu futur marit, l'arquitecte Albert Lanier.

El Black Mountain College va ser un gran experiment que només duraria 24 anys. Concebuda per professors idealistes i progressistes d'altres universitats i un consell assessor que incloïa John Dewey, Albert Einstein, Walter Gropius i Carl Jung, la universitat es va obrir a la zona rural de Carolina del Nord el 1933. L'objectiu era crear una universitat d'arts liberals on els principis democràtics governava com estava estructurat el col·legi. Els seus ideals progressistes van situar la pràctica de les arts al centre del currículum i van fer que els alumnes siguin responsables de la seva pròpia educació. No es requerien cursos, però s'esperava que els alumnes participessin a la comunitat escolar treballant a la granja, a la cuina, i fins i tot construint els edificis i el mobiliari de l'escola. Quan Asawa hi va arribar l'estiu de 1946, feia 13 anys que estava en funcionament. Protegit pel seu aïllament rural, el col·legi havia aconseguit crear un entorn segur on era possible una educació realment individualitzada. Segons Asawa:
“Com a professors hi havia artistes en exercici, no hi havia separació entre estudiar, realitzar les tasques diàries i relacionar-se amb diverses formes d'art. Hi vaig passar tres anys i vaig trobar grans professors que em van donar prou estímul per la resta de la meva vida: Josef Albers, pintor, Buckminster Fuller, inventor, Max Dehn, matemàtic i molts altres. A través d'ells vaig arribar a entendre el compromís total necessari per ser artista".

## Vida adulta

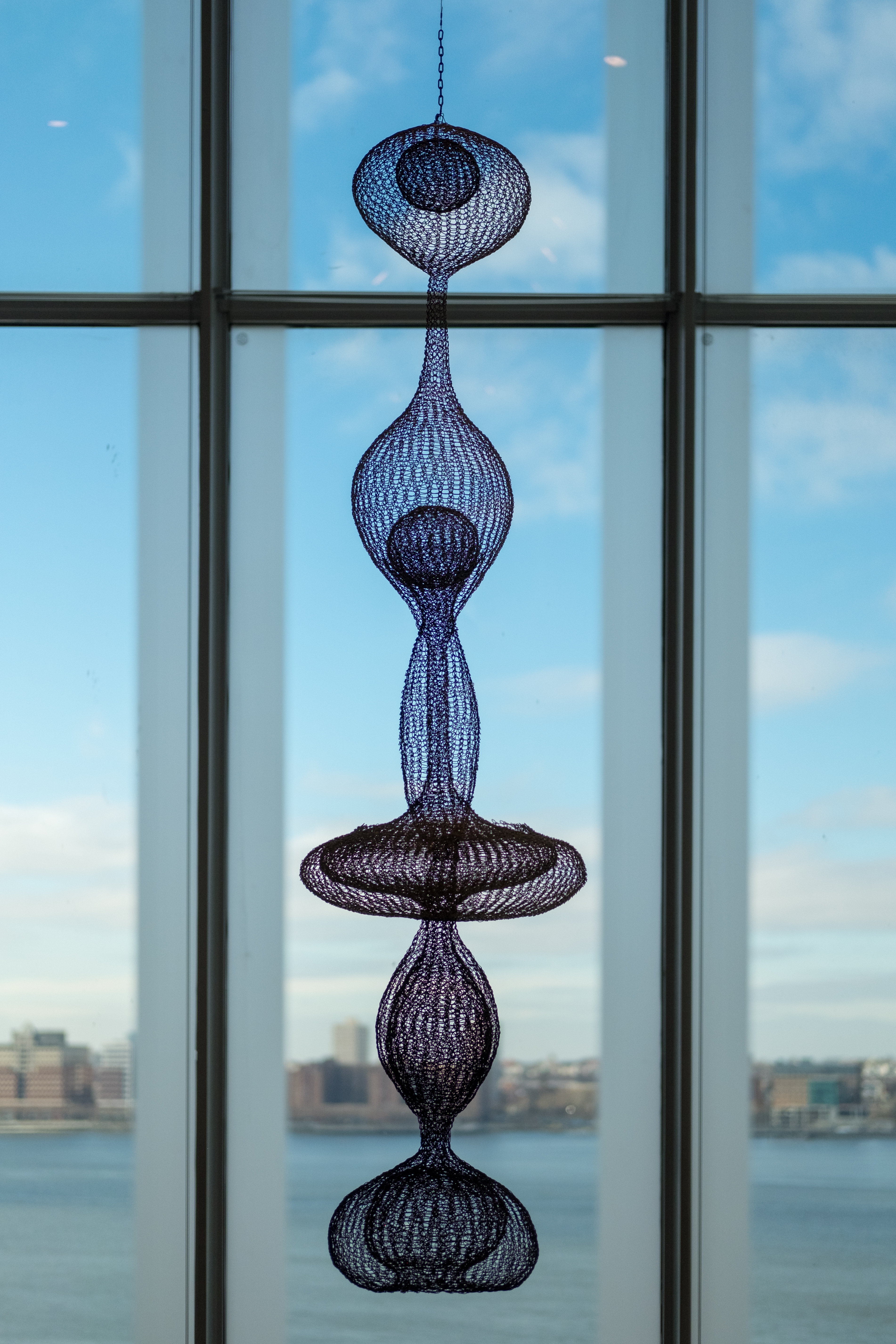
Ruth Asawa Number 1- 1955, Whitney Museum

Ruth deixa Black Mountain per casar-se amb Albert Lanier, en contra dels desitjos de les seves famílies. Decideixen viure a San Francisco, una ciutat amb una comunitat artística vibrant que creuen que serà més hospitalària per a una parella interracial. Tenen sis fills en nou anys. Ruth treballa al seu estudi, que té a casa, sovint a la nit i a primera hora del matí mentre els seus fills dormen. Comença a rebre reconeixement de la seva obra escultòrica de filferro entrellaçat, i decideix continuar desenvolupant el seu propi treball a casa seva mentre cria els seus fills.
Ruth comença amistat amb dos fotògrafs locals que proporcionen un gran afecte i suport moral: Imogen Cunningham i Paul Hassel. Aquests dos, juntament amb d'altres artistes més consolidats del Black Mountain College com Josef Albers, Buckminster Fuller, la teixidora Trude Guermonprez i l'artista ceramista Marguerite Wildenhain, animen Ruth a continuar amb el seu treball. Cunningham li aconsella que utilitzi el seu nom de soltera, Asawa.
Ruth i Albert lluiten per guanyar-se la vida. Intenten dissenyar per a la indústria, però les pràctiques empresarials els desanimen. El seu compromís per guanyar-se la vida com a artista i arquitecte i, sobretot, mantenir el control sobre els seus dissenys, es tradueix en un estat financer precari per a la seva creixent família.
Durant la dècada dels 50 Ruth Asawa comença a rebre ja un notori reconeixement. Exposa la seva obra -escultures, pintures i dibuixos- en exposicions individuals i col·lectives al Museu d'Art de San Francisco, la Galeria Peridot de Nova York, l'Oakland Art Museum, el Whitney Museum of American Art, el Museu d'Art Modern de Nova York i el M.H. de Young Memorial Museum de San Francisco.

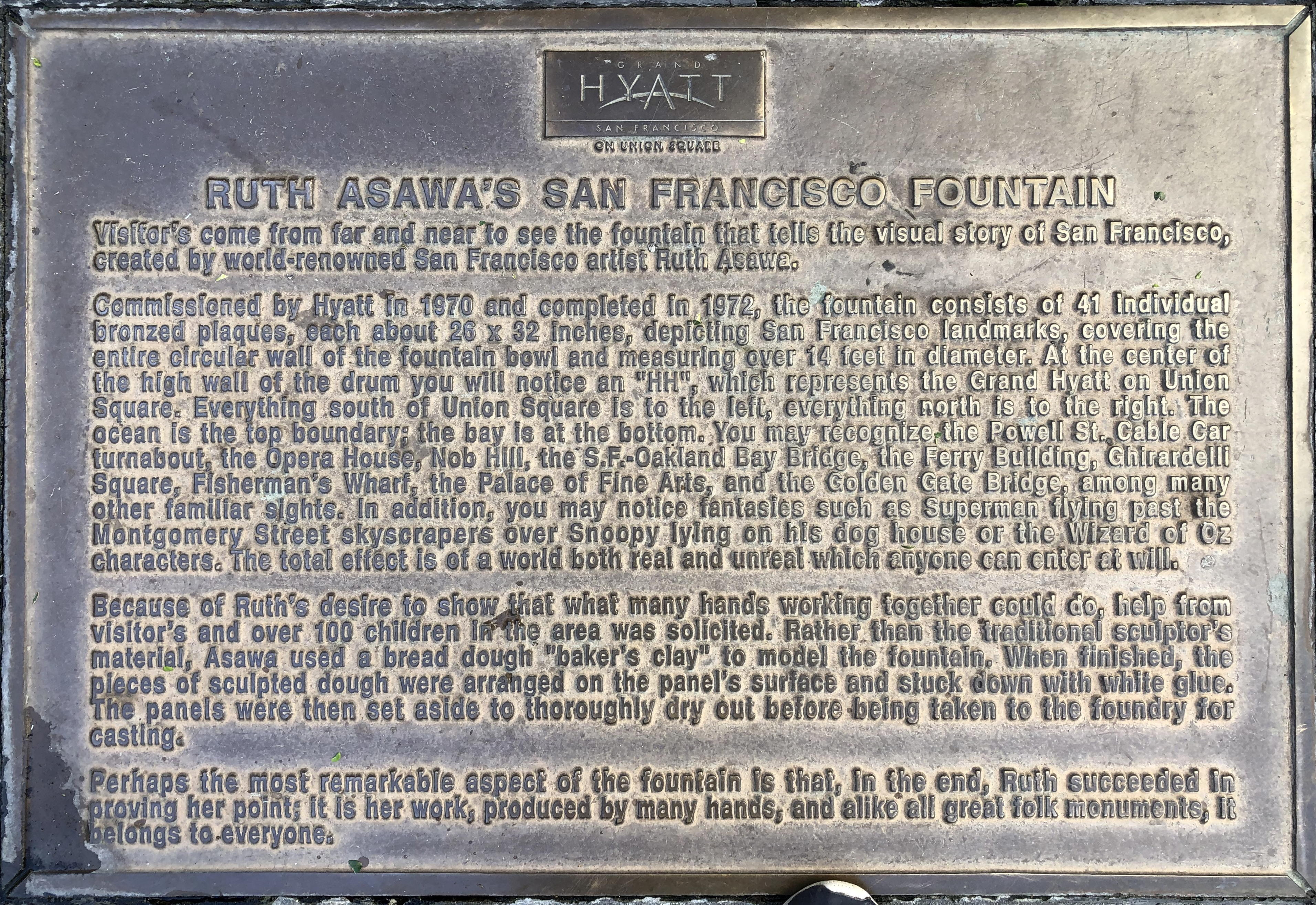
Sidewalk plaque for Ruth Asawa's San Francisco Fountain (1972)

A la dècada dels 60, influenciada pel malestar social, Ruth es torna més activa i vocal a la seva comunitat. Comença a competir i guanyar encàrrecs públics a partir de 1966, amb les seves sirenes lactants de pit nu a la plaça Ghirardelli. El 1968, és nomenada membre de la Comissió d'Arts de San Francisco i cofunda el Taller Alvarado amb la seva companya Sally Woodbridge. La seva vida social i política augmenta dràsticament a mesura que s'uneix a d'altres artistes en la defensa del canvi social. Els honoraris dels seus encàrrecs li donen la llibertat financera per dissenyar projectes més grans que sovint requereixen col·laboracions.
Els Museus de Belles Arts de San Francisco presenten una gran retrospectiva de la seva obra titulada Contours in the Air. Ruth dona quinze escultures per a la seva exhibició permanent a la Torre de l'Educació del nou edifici del Museu Jove al Golden Gate Park. L'apreciació del seu treball arriba a un públic més ampli a mesura que comissaris i estudiosos comencen a reconèixer la seva contribució a l'art nord-americà postmodern.

## Defunció
Ruth mor a casa, mentre dormia, a la matinada del 6 d'agost de 2013, als 87 anys. El seu memorial es troba al Golden Gate Park, als afores del Museu DeYoung, on va passar tant de temps amb els seus fills petits dibuixant els plataners. Els estudiants de l'Escola d'Arts Ruth Asawa van actuar en el seu honor.
"L'escultura és com l'agricultura: si perseveres, pots aconseguir moltes coses".

## La filosofia educativa d'Asawa
Molt interessada per l'educació centrada en l'art, Asawa formula una filosofia d'ensenyament basada en la seva experiència personal:
"Una criatura pot aprendre coses sobre color, sobre disseny i sobre l'observació d'objectes a la natura. Quan ho fas, et converteixes en una persona amb major consciència de les coses que t'envolten. L'art farà que les persones siguin millors, més hàbils per pensar i millorar qualsevol empresa que es faci o qualsevol ocupació. Fa que una persona sigui més àmplia".
L'any 1968, Asawa va cofundar l'Alvarado School Arts Workshop, amb una amiga i el seu pare, Sally Woodbridge. Va ser un programa innovador que va implicar pares i artistes professionals de les escoles públiques perquè els nens petits tinguessin l'oportunitat de desenvolupar-se més plenament com a individus.
“Crec que m'interessa sobretot fer possible que la gent sigui el més independent i autosuficient possible. Això no té res a veure amb l'art, excepte que a través de les arts pots aprendre moltes, moltes habilitats que no pots aprendre a través dels llibres i la resolució de problemes en abstracte".
Asawa centra la seva energia en la construcció d'una escola secundària pública per a les arts a San Francisco. La seva visió és ubicar-lo al cor del "Civic Center" perquè estigui a prop de les organitzacions culturals de primer nivell de la ciutat com l'òpera, el ballet, el Centre de Jazz, la biblioteca principal i la simfònica. El 2010 l'escola va ser rebatejada en honor seu i ara és la Ruth Asawa San Francisco School of the Arts.
L'any 2002, completa el seu últim encàrrec públic, el Garden of Remembrance a la Universitat Estatal de San Francisco. Treballant amb els paisatgistes Isao Ogura i Shigeru Namba, la idea d'Asawa és portar roques de cadascun dels deu camps on els japonesos americans van ser internats.

## Obres

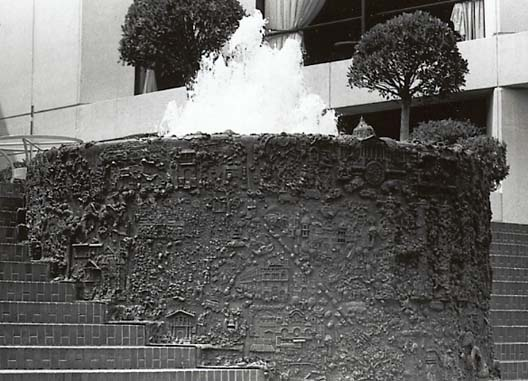
La font en el Grand Hyatt San Francisco

- Andrea, la font de la sirena al Ghirardelli Square (1966)
- el Hyatt de la Unió Fountain Square (1973)
- el centre comercial Buchanan (Nihonmachi) Fuentes (1976)
- Aurora, la font d'inspiració origami en la costa de San Francisco (1986)
- Escultura Internament Memorial els japonesos-americans a San José (1994).
- Garden of Remembrance a la Universitat Estatal de San Francisco (2002)

## Premis
- 1968: Primer Premi Dymaxion per a l'artista/científic
- 1974: Medalla d'Or del American Institute of Architects
- 1990: Premi Cyril Magnin de la Cambra de Comerç de San Francisco
- 1993: Premi d'Honor de l'Assemblea de Dones de les Arts
- 1995: Premi de la Asian American Art Foundations, Anell d'Or a la Trajectòria de l'anell

## Pel·lícules
- Snyder, Robert, producer (1978) Ruth Asawa: On Forms and Growth. Pacific Palisades, cA: Masters i Masterworks Production.